# San Nicolás del Cañón
San Nicolás del Cañón es un pueblo que pertenece al municipio de Rosario, Chihuahua. Cuenta con pocos habitantes (235 en el último censo). En el día del santo patrón por el cual lleva su nombre (San Nicolás de Bari) es el día 6 de diciembre, se acostumbraba hacer una fiesta, pero por las fechas solo se realiza una misa. El pueblo se encuentra rodeado de lomas y quizá de ahí provenga el nombre de «cañón». Como algo peculiar, tiene su cementerio en la punta de una de las lomas, dícese que es para llegar más rápido al cielo. Es un lugar pequeño sobre el cual pasa solo un arroyo. Cuenta con luz, agua potable, antena de televisión con acceso a canales públicos, y otras con opción para canales de subscripción e internet.  La educación solo llega hasta la primaria, para seguir estudiando es necesario salir a otro pueblo. La mayoría de la población es adulta, los jóvenes salen en busca del sueño americano y, por lo tanto, la población infantil es muy baja. Es un sitio que sin lugar a duda te hace olvidar el tiempo.